# Semah
Semah (iz arapskog sama, u značenju „slušati”) je važan ritualni ples alevija koji se može opisati kao „skup mističnih i estetskih pokreta tijela u ritmičkom skladu”. On je jedan od dvanaest obveznih događaja u obredu cem (đem), duhovnom zboru alevija, sljedbenika Alija, četvrtog kalifa poslije proroka Muhameda. Semah duhovne pjesme se igraju i pjevaju, što je slučaj i kod sufijskih bratstava, kao što je obred bektaških alevija i derviški ples s vrtnjom, Mevlevijska sema. Upravo je semah bektaških alevija upisana na UNESCO-ov popis nematerijalne svjetske baštine u Europi 2010. godine kao najvažniji oblik prijenosa bektaških običaja. Naime, ovaj obred se prenosi samo oralno, uključujući originalnu književnost, čime se jača i bogati tradicionalna glazbena kultura Turske.
Glazba se svira na sazu, a plesači (semahçıs) se izmjenjuju između sporih i brzih koraka, te između kružnih i vrtećih pokreta. Karakteristične su rotacije oko svoje osi s dlanom desne ruke prema gore i lijevim dlanom prema tlu. Vrtnja u krugu i oko svoje osi ne simbolizira samo rotacijska kretanja planeta u njihovim orbitama oko Sunca, već i vječne cikluse života i prirode. Semah rituali temelje se na konceptu zajedništva s Bogom kao dio prirodnog ciklusa: ljudi dolaze od Boga i vraćaju se Bogu. U tekstovima koje uključuju Alahovog poslanika Muhameda, citiraju se i njegov bratić Ali i Hızır: „Čovjek treba uvijek vjerovati u dobro u ljudima, da ne skreću s pravog puta”.
Postoje različiti oblici semaha u bektaškim zajednicama diljem Turske, svaka s različitim glazbenim odlikama i ritmičkim strukturama. Dosljedna odlika je zajedničko izvođenje muškaraca i žena, rame uz rame. Postoje dva glavna oblika semaha: İçeri semah se izvodi isključivo među pristalicama u sklopu dvanaest služenja, te Dışarı semah koji se izvode neovisno o vjerskom služenju, te za promicanje kulture semaha na mlađe naraštaje.
Semah je i "budnica" (tur. Turnalar semahi) jer je „pjesma dizalica”, što je uobičajeno u turskim narodnim pričama o velikoj udaljenosti od svoje domovine i udaljenim regijama putovanjima, te se tako pojavljuje kao simboličan posrednik između svjetovnih i ljudi posvećenih Bogu. Postoji veza s drevnim šamanskim i duhovnim plesovima srednjoazijskog tenegrizma.

## Vanjske poveznice
- The Mevlevi Sema Ceremony (engl.)